# Lithopoma tuber
Lithopoma tuber is een slakkensoort uit de familie Turbinidae. De wetenschappelijke naam werd gepubliceerd in 1758 door Carl Linnaeus in de tiende editie van Systema naturae.